# Agylla tolteca
Agylla tolteca är en fjärilsart som beskrevs av William Schaus 1889. Agylla tolteca ingår i släktet Agylla och familjen björnspinnare. Inga underarter finns listade i Catalogue of Life.